# Oranje bovenaan
Oranje bovenaan is een lied van de Nederlandse zanger André Hazes. Het werd in 1990 als single uitgebracht.

## Achtergrond
Oranje bovenaan is geschreven door Phil Cordell, André Hazes, Elmer Veerhoff, Aart Mol, Erwin van Prehn, Geertjan Hessing en Cees Bergman. Het is voetballied dat past in het genre levenslied en is een bewerking van I Will Return van Springwater uit 1971. In het lied toont Hazes zijn trots op het Nederlands Elftal en Nederland an sich. Het nummer werd bij Veronica uitgeroepen tot Alarmschijf. Oranje bovenaan wordt beschouwd als een van de bekendere nummers die zijn gemaakt ter aanmoediging van het Nederlands Elftal. Op de B-kant van de single is een instrumentale versie van het lied te vinden.

## Hitnoteringen
De zanger had succes met het lied in Nederland. Het kwam tot de zevende plaats van de Nationale Top 100 en stond dertien weken in deze hitlijst. In de Nederlandse Top 40 piekte het op de achtste positie in de acht weken dat het in deze lijst te vinden was. 